# Afan Lido Football Club
L'Afan Lido Football Club è una società calcistica gallese con sede nella città di Port Talbot.

## Storia
Il club fu fondato nel 1967 e inizialmente prese parte al campionato del distretto di Neath Port Talbot. Nella stagione 1971/72 la squadra entrò a far parte della Welsh Football League. Nel 1992 fu uno dei membri fondatori della League of Wales.
Il club ha vinto per tre volte la Coppa di lega (1992/93, 1993/94 e 2011/12) ed ha raggiunto in una occasione la finale della Coppa del Galles, venendo poi sconfitto dal Carmarthen Town (2006/07).
La squadra si qualificò per la Coppa UEFA 1995-1996, competizione nella quale fu eliminata nel turno preliminare dalla formazione lettone del RAF Jelgava.

## Palmarès

### Competizioni nazionali
- Welsh League Cup: 3

1992-1993, 1993-1994, 2011-2012
- Welsh Football League Division Two: 2

1987-1988, 1988-1989

### Altri piazzamenti
- Welsh Premier League:

Secondo posto: 1994-1995
- Welsh Football League Division One:

Secondo posto: 2010-2011
Terzo posto: 2009-2010